# 커밀 팔리아
커밀 애나 팔리아(Camille Anna Paglia, [ˈpɑːliə], 1947년 4월 2일 ~ )는 미국의 학술, 사회 비평가이다. 1984년부터 펜실베이니아 필라델피아의 유니버시티 오브 디 아츠(University of the Arts)의 교수로 재직하고 있다. 《뉴욕 타임스》는 그녀를 "최초이자 선두인 교육자"라고 평하였다. 현대 문화의 여러 측면에 대한 비판적 견해로 알려져 있다.
팔리아는 비주얼 아트, 음악, 영화 역사 등 미국 문화의 여러 측면에 대한 해설자일 뿐만 아니라 미국 페미니즘과 포스트구조주의에 대한 비평가이기도 하다. 2005년에 팔리아는 세계 상위 100명의 대중 지식인을 뽑는 프라스펙트/포린 팔러시(Prospect/Foreign Policy) 투표에서 20위를 차지하였다.